# Sigma (företag)
Sigma Aktiebolag är en företagsgrupp med konsultverksamhet inom IT, informationslogistik, ingenjörstjänster, teknisk R&D, industri och samhällsbyggnad.
Bolaget grundades 1986 av Dan Olofsson, som idag är styrelseordförande. Sigmagruppen består av 5000 medarbetare i 17 länder. Sigma AB säljer konsulttjänster genom underkoncernerna Sigma Technology, Sigma Connectivity, Sigma Industry och Sigma Software, där Sigma AB agerar som gruppledning och vårdar det övergripande varumärket Sigma.
Via ett offentligt bud 2013 förvärvade Dan Olofssons familjeägda holdingbolag Danir AB ägandet av hela Sigma, som då hade cirka 1 400 anställda. Därefter har Sigma växt organiskt med cirka 600 medarbetare per år och är nu fler än 5000 anställda (januari 2023). Sigma har också förvärvat Sony Mobile Communications utvecklingscenter för mobil hårdvara i Lund; detta döptes om till Sigma Connectivity och blev ett av Sigmas affärsområden.

## Affärsområden
- Sigma Technology
- Sigma Connectivity
- Sigma Industry
  - Sigma Industry East North
  - Sigma Industry West
  - Sigma Industry South
- Sigma Civil
- Sigma Software